# Orlando Magini
Orlando Magini (Reggio Emilia, 7 agosto 1910 – ...) è stato un calciatore italiano, di ruolo centrocampista.

## Carriera
Debutta in massima serie con la Reggiana nel 1927-1928, totalizzando in due stagioni 4 presenze. Dopo la nascita della Serie B, disputa una partita nel campionato 1929-1930, prima della retrocessione in Prima Divisione avvenuta al termine della stagione.